# Distrikt Muqui
Der Distrikt Muqui liegt in der Provinz Jauja in der Region Junín in Zentral-Peru. Der Distrikt wurde am 10. Juni 1955 gegründet. Er besitzt eine Fläche von 12,1 km². Beim Zensus 2017 wurden 1052 Einwohner gezählt. Im Jahr 1993 lag die Einwohnerzahl bei 1181, im Jahr 2007 bei 1057. Sitz der Distriktverwaltung ist die 3322 m hoch gelegene Ortschaft Muqui mit 1048 Einwohnern (Stand 2017). Muqui befindet sich 9,5 km südöstlich der Provinzhauptstadt Jauja.

## Geografische Lage
Der Distrikt Muqui befindet sich im Andenhochland südostzentral in der Provinz Jauja. Er liegt am rechten Flussufer des nach Südosten fließenden Oberlaufs des Río Mantaro.
Der Distrikt grenzt im Westen und im Nordwesten an den Distrikt Muquiyauyo, im Nordosten an den Distrikt Huamalí, im Osten an den Distrikt El Mantaro sowie im Südosten an den Distrikt Leonor Ordóñez.